# Jean-Pierre Schmitz
Jean-Pierre Schmtiz, detto Jempy (Huldange, 15 febbraio 1932 – 14 novembre 2017), è stato un ciclista su strada e ciclocrossista lussemburghese.
Professionista dal 1954 al 1961, conta la vittoria del campionato nazionale 1958, del Giro del Lussemburgo 1954 e di una tappa del Tour de France. Fu secondo ai Campionati del mondo 1955 dietro al belga Stan Ockers.

## Carriera
Professionista dal 1954 al 1961, fece parte del giro della nazionale lussemburghese sin da giovanissimo, quando nel 1950 prese parte ai campionati del mondo dilettanti. Da allora prese parte a un altro mondiale dilettanti e a cinque tra i professionisti, culminate con l'argento del 1955 dietro a Ockers.
Nel 1954 si mise in mostra nelle corse a tappe di breve durata, vincendo il Tour de Luxembourg e terminando secondo nel Critérium du Dauphiné Libéré e terzo nel Tour de la Manche. Nelle corse in linea fu terzo nel campionato nazionale e ottavo al Campionato di Zurigo.
Nel 1955 non ottenne invece molti risultati e vinse solo un criterium, ottenendo un quarto posto al campionato nazionale. Ciò nonostante fu convocato per i mondiali, dove riscattò l'intera annata con la medaglia d'argento.
Nel 1956 partecipò al primo dei suoi cinque Tour de France, vincendo la classica tappa pirenaica con partenza a Pau e arrivo a Luchon ma concludendo lontano dai migliori in classifica generale; ai campionati nazionali fu terzo.
Nel 1957 vinse il Grand Prix du Midi Libre e fu terzo nel Critérium du Dauphiné Libéré. Al Tour de France non si ripeté e fu costretto al ritiro nella quarta tappa.
Nel 1958 vinse il campionato nazionale e nuovamente il Tour de Luxembourg, le sue ultime vittorie in carriera. Terminò inoltre settimo nel Tour du Sud-Est e nelle corse in linea ottenne un nono posto al Polymultiplièe.
Nel 1959 fu secondo al campionato nazionale, terzo al Tour du Gard e quarto al Tour de Luxembourg. Nel 1960 fu ancora secondo nel campionato nazionale. Partecipò al Tour de France, ai mondiali e, per la prima volta, anche alla Vuelta a España ma in tutte e tre le prove concluse con un ritiro.

## Palmarès

### Strada
- 1950 (dilettanti)

1ª tappa Österreich-Rundfahrt
- 1951 (dilettanti)

2ª tappa, 1ª semitappa Flèche du Sud (Esch-sur-Alzette > Wiltz)
3ª tappa, 1ª semitappa Flèche du Sud (Esch-sur-Alzette > Mondorf-les-Bains)
- 1952 (dilettanti)

Campionati lussemburghesi, Prova in linea Dilettanti
Giro del Lussemburgo
- 1953 (dilettanti)

Grand Prix Kellen
- 1954 (Terrot, sei vittorie)

1ª tappa Tour de Luxembourg (Lussemburgo > Differdange)
Classifica generale Tour de Luxembourg
3ª tappa Critérium du Dauphiné Libéré (Vals-les-Bains > Aix-les-Bains)
Polymultipliée lyonnaise
2ª tappa Tour de l'Oise (Compiegne > Beauvais)
2ª tappa Tour de l'Ouest (Lisieux > Saint-Lô)
- 1956 (Follis - Dunlop, una vittoria)

12ª tappa Tour de France (Pau > Luchon)
- 1957 (Saint-Raphaël - R. Geminiani - Dunlop, una vittoria)

Grand Prix du Midi Libre
- 1958 (Saint-Raphaël - R. Geminiani - Dunlop, quattro vittorie)

Campionati lussemburghesi, Prova in linea
2ª tappa Tour de Luxembourg (Bettembourg > Bettembourg, cronometro)
Classifica generale Tour de Luxembourg
1ª tappa Tour du Sud-Est (Saint-Raphaël > Digne)

#### Altri successi
- 1955 (Terrot)

Criterium di Châlon-sur-Saône
- 1957 (Saint-Raphaël - R. Geminiani - Dunlop)

Classifica scalatori Grand Prix du Midi Libre

### Cross
- 1954-1955

Campionati lussemburghesi
- 1959-1960

Campionati lussemburghesi

## Piazzamenti

### Grandi Giri
- Tour de France

1956: 36º
1957: ritirato (4ª tappa)
1958: 37º
1959: ritirato (10ª tappa)
1960: ritirato (1ª tappa)
- Vuelta a España

1960: non partito (7ª tappa)

### Classiche monumento
- Liegi-Bastogne-Liegi

1961: 38º

### Competizioni mondiali
- Campionati del mondo su strada

Moorslede 1950 - In linea Dilettanti: ritirato
Lugano 1953 - In linea Dilettanti: 23°
Frascati 1955 - In linea: 2º
Waregem 1957 - In linea: 25º
Reims 1958 - In linea: ritirato
Zandvoort 1959 - In linea: ritirato
Karl-Marx-Stadt 1960 - In linea: ritirato